# Eurodom Osijek
Eurodom Osijek är ett affärs-, shopping- och kulturcentrum under uppförande i Osijek i Kroatien. Byggnadskomplexet är ett av Osijeks landmärken. Det är uppkallat efter det företag som grundades år 2002 och som står bakom projektet.

## Beskrivning
Eurodom Osijek består av tre sammanbyggda konstruktioner som tillsammans täcker en yta om 85 000 kvadratmeter. Komplexet karaktäriseras av de två torn som i folkmun kallas för Osijeks tvillingar (Osječki blizanci) och som utgör Eurodom Osijeks affärscentrum. Affärscentret täcker en yta om 11 000 kvadratmeter och shoppingcentret en yta om 35 000 kvadratmeter. Byggnadskomplexets kulturcentrum har en yta på 4 500 kvadratmeter och i anslutning till Eurodom Osijek finns 800 parkeringsplatser.